# 二俣城の戦い
二俣城の戦い（ふたまたじょうのたたかい）は、元亀3年（1572年）10月16日から12月19日（正しくは11月30日）にかけて行われた武田信玄軍と徳川家康軍による遠江国北部（現・静岡県）の二俣城攻防戦である。

## 発端
元亀3年（1572年）10月3日、上洛を目指す甲斐国の戦国大名・武田信玄は、徳川家康の所領である遠江国へ侵攻した。
信玄は遠江国における徳川方の諸城を東西に分断するため、10月13日には腹心の馬場信房に一軍を預けて只来城を落とさせた。自らも2万2000の軍勢を率いて天方城・一宮城・飯田城・各和城・向笠城などを1日で全て落とした。10月15日には、匂坂城を攻略した。これにより、掛川城や高天神城は孤立し、家康方は浜松城にある城兵だけで武田軍と戦うことを余儀なくされたのである。その結果、10月14日に行われた一言坂の戦いで、家康は信玄の前に敗戦を喫した。
一方、家康を破った信玄は、10月16日に二俣城を包囲した。二俣城は浜松城と掛川・高天神城のちょうど中間地点に位置する遠江の諸城の中でも特に重要な拠点であった。武田軍が補給路を確保するためにも、徳川軍の連絡網を断ち切るためにも、この城は落としておく必要があったのである。

## 二俣城攻防戦

### 城兵の抵抗
二俣城は天竜川と二俣川が合流する地点の丘陵上に築かれた城で、この川が天然の堀を成していた堅城であった。城将は中根正照、副将は青木貞治であり、城兵の数は1200人ほどであった。一方の武田軍は馬場信春軍と信玄軍が合流して、2万7000人であり、力攻めも不可能ではなかった。
正照は家康、そしてその同盟者である織田信長の後詰（援軍）を期待して、信玄の降伏勧告を拒否する。このため10月18日から武田軍の攻撃が開始された。しかし二俣城の攻め口は、北東の大手口しかない。しかもその大手口は急な坂道になっており、攻め上ろうとする武田軍の進行速度は遅く、武田軍は二俣城を攻めあぐんだ。

### 落城
11月、信玄の命令を受けて家康の所領である三河国に侵攻していた山県昌景が信玄に合流した。しかし、武田軍の攻撃に進展はなく12月に入った。
信玄は力攻めでは二俣城を落とすことは無理と判断し、水の手（城内で水を得るための場所あるいは施設）である井戸櫓（いどやぐら）を破壊する方法を考えた。二俣城には井戸が無く、天竜川沿いの断崖に井戸櫓を設けて、釣瓶（つるべ）で水を汲み上げていたのである。そこで信玄は大量の筏（いかだ）を作らせて天竜川の上流から流させ、筏を井戸櫓の柱に激突させて破壊するという策略を実行した。この作戦は成功し、大量の筏に激突された井戸櫓の柱はへし折れて崩れ落ちてしまい、水の手は絶たれた。
信玄は水の手を絶った上で、開城を迫った。中根正照は万一に備えて桶に雨水を貯めるなどの工夫もしていたのだが、1200人もの人数にいつまでも持つわけがなく、そのため、正照は信玄に降伏・開城して浜松城に逃走している。こうして、二俣城は武田方に攻略されたのである（『三河物語』）。

## 影響
二俣城攻略は、武田氏と徳川氏の優劣を決定的なものとした。これにより、日和見を決め込んでいた飯尾氏・神尾氏・奥山氏・天野氏・貫名氏などの地侍のほとんどが信玄に従うことを表明したからである。
これにより信玄の次の標的は、家康の居城・浜松城となり、12月22日の三方ヶ原の戦いへと繋がることになる。

## 参加武将
徳川軍
- 中根正照
- 青木貞治
- 松平康安

武田軍
- 武田信玄
- 武田勝頼
- 武田信豊
- 馬場信房
- 穴山梅雪